# Бінья Е
Бінья Е Ло (бірм. ဗညားအဲလေ, монська သၟိင်အာဲလေ; 13 березня 1308 — 1348) — 7-й володар монської держави Гантаваді у 1330—1348 роках.

## Життєпис
Син Бінья Хона, володаря Гантаваді. Народився 1308 року. У березні 1311 року його батька повалила власна сестра Нін У Янінг та її чоловік Мін Бала. Подружжя посадило на трон свого старшого сина Со О, але Бінья Е та його брату і сестрі зберегли життя. Виховувався при дворі.
У 1320-х роках завоював довіру нового правителя Со Зейна, що був стриєчним братом Бінья Е. Тому спочатку призначено Сіттаунга, а наприкінці 1320-х років — намісником губернатором Пегу. 1330 року внаслідок смерті Со Е, отруєно його дружиною Сандою Мін Хла, влада перейшла до Бінья Е. Був обережний щодо своєї зведеної сестри Санди Мін Хла. Він не привіз жодної зі своїх наложниць, а лише свого сина Бінья Е Лаунга. З політичних чинників вимушений був одружитися з Сандою Мін Хла, а потім з іншою зведеною сестрою Талу Шінсо Бок.
Але стикнувся з вторгненням Нгуанамтхомом, правителем Сукхотай, оскільки відмовився визнавати зверхність останнього, на відміну від свого попередника. Бінья Е наказав підготуватися до оборони вздовж очікуваного шляху вторгнення, зміцнивши міста Сіттаунг, Донвун і Мартабан. В результаті вороже військо зіткнулося з сильним опором оборони Мартанбану. Попри те, що війська Сукхотая зрештою зайняли Сіттаунг і Донвун. Тим не менш, виснажена ворожа армія вирішила рушити до Мартабану. Це виявилося невдалим рішенням. Чисельно переважаючі загарбники зазнали рішучої поразки на шляху від двох мартабанських армій. Бінья Е особисто командував однією з двох армій. Поразка сукхотайського війська була настільки вирішальною, що Нгуанамтхом не наважився відправити нову армію, але продовжував претендувати на Мартабан і Мулмейн як на свої володіння.
Війна з Сукхотаєм завдала удару землеробських рацонам та призвела до втрати багатьох чоловіків. Зрештою Гантаваді стикнулася з потужним голодом. Умови були настільки хаотичними, що Чавсва, намісник Пінле, вдерся до Гантаваді, дійшовши до Пегу, яке не зміг захопити. У відповідь Бінья Е виступив проти Узани I, царя Піньї, який був формальним сюзереном Чавсви, захопивши в нього важливе місто П'ї.
Решта правління була переважно без подій. Він не призначив свого єдиного сина Бінья Е Лаунга спадкоємцем, оскільки його головна дружина Санда Мін Хла бажала, щоб спадкоємцем став її син Бінья У. Суперництво між претендентами загострилося в 1340-х роках, коли здоров'я Е Лаунга погіршилося. У підсумку обидва влаштували герць на слонах, де перемогу здобув У. Бінья Е був розлючений і наказав заарештувати У. Але звільнив того на прохання Санди Мін Хла і Тала Шінсо Бока. Його син Бінья У Лаунг невдовзі помер від віспи. Сам Бінья Е помер наприкінці 1348 року. Владу спадкував Бінья У.